# Ribordone
Ribordone là một đô thị ở tỉnh Torino trong vùng Piedmont, có vị trí cách khoảng 45 km về phía tây bắc của Torino, nước Ý. Tại thời điểm ngày 31 tháng 12 năm 2004, đô thị này có dân số 81 người và diện tích là 44,2 km².
Ribordone giáp các đô thị: Ronco Canavese, Locana, và Sparone.